# PANalytical
PANalytical（Spectris PANalytical事業部）は分析機器を開発、製造するオランダアルメロの企業。

## 概要
フィリップスの分析機器部門が2002年にSpectrisに買収され、X線回折（XRD）と蛍光X線（XRF）による分析装置を製造、販売する。
アルメロとイギリスブライトンのサセックス大学に研究拠点を構え、オランダの2箇所に生産工場と教育センターを設置している
。

## 主な製品
- X線回折装置
- 蛍光X線分析計
- X線管球

## 沿革
- 2002年 - フィリップスからX線分析機器の事業をSpectrisが買収した